# Podallea duellii
Podallea duellii is een insect uit de familie van de Berothidae, die tot de orde netvleugeligen (Neuroptera) behoort. 
Podallea duellii is voor het eerst wetenschappelijk beschreven door U. Aspöck & H. Aspöck in 1996.